# Radar météorologique polarimétrique de Kwajalein
Le radar météorologique polarimétrique de Kwajalein (KPOL) est un radar météorologique opéré au site d'essai balistique Ronald-Reagan sur l'atoll de Kwajalein dans les îles Marshall par les forces armées américaines. Il s'agit d'un des premiers radar météorologique à double-polarisation qui sert autant pour les besoins militaires que civils de la région.

## Caractéristiques
Le radar KPOL est un radar de surveillance météorologique de bande S (WSR-93S) construit en 1993 sur l'atoll Kwajalein des îles Marshall. Il fut amélioré pour émettre à double-polarisation (DP) au début de 1998 mais plusieurs problèmes techniques et mécaniques ont marqué sa vie active ce qui fait que les données DP ne se sont montrés fiables qu'à partir de 2006.
L'antenne radar émet et écoute simultanément des ondes polarisées verticalement et horizontalement afin de détecter, analyser et enregistrer les caractéristiques d'intensité, de vitesse de déplacement et de type des précipitations. Le processeur permet de contrôler les balayages radar afin d'obtenir ces informations dans un volume en trois dimensions autour de la région et peut même effectuer des balayages se limitant à un secteur précis selon la situation.
Les produits météorologiques dérivés de KPOL incluent :
- la réflectivité ;
- les paramètres de double polarisation (réflectivité différentielle (ZDR), phase différentielle de propagation (Phidp), phase différentielle de propagation spécifique (KDP), coefficient de corrélation (RhoHV)) ;
- le taux de précipitations et les accumulations des celles-ci dans le temps ;
- la vitesse radiale, l'analyse du champ de vent, la largeur du spectre de vitesses Doppler des précipitations ;
- les sommets des échos ;
- le volume intégré d'eau liquide (VIL) et d'autres paramètres.

Les données sont mises en ligne sur internet via VPN par le bureau du National Weather Service de Norman (Oklahoma).

## Usages
En plus de fournir une couverture radar pour la population des îles environnantes, le radar supporte les activités du site d'essai Ronald-Reagan, à la recherche sur l'utilisation des radars à double-polarimétrie et à la calibration des capteurs radar des satellites météorologiques comme le TRMM
Pour déterminer la qualité de base des données de double-polarisation, des comparaisons empiriques furent faites avec deux radars de recherche dans ce domaine : le radar Doppler à double polarisation en bande S de la National Atmospheric Research (S-POL) et le CSU-CHILL. Les deux ont des émetteurs à klystron semblables à KPOL et furent utilisés comme étalon de comparaison pour évaluer la performance relative de KPOL dans une pluie très faible (réflectivité des échos de 20 à 28 dBZ), les gouttes étant alors essentiellement sphériques et devant donner des retours égaux dans les axes horizontaux et verticaux.